# War (альбом)
| Оценки критиков      | Оценки критиков |
| Источник             | Оценка          |
| -------------------- | --------------- |
| Allmusic             | [ 2 ]           |
| Rolling Stone        | [ 3 ]           |
| The Austin Chronicle | [ 4 ]           |
| BBC Music            | (смешанно)      |
| Pitchfork Media      | (8.9/10)        |
| Роберт Кристгау      | (В+)            |

War (рус. «Война») — третий студийный альбом рок-группы U2, выпущенный в 1983 году.
11 сентября 1995 года Американская ассоциация звукозаписывающих компаний присвоила альбому четырежды платиновый статус. War находится на 223-м месте в списке 500 лучших альбомов всех времён по версии журнала Rolling Stone.

## Отзывы критиков
Сергей Степанов («Афиша Daily») писал, что War — «самый агрессивный и недвусмысленный альбом U2», продемонстрировавший её готовность к стадионным площадкам.

## Список композиций
Все тексты написаны Боно, вся музыка написана Боно, Эджем, Адамом Клейтоном и Ларри Малленом.
| №  | Название               | Длительность |
| -- | ---------------------- | ------------ |
| 1. | «Sunday Bloody Sunday» | 4:38         |
| 2. | «Seconds»              | 3:09         |
| 3. | «New Year's Day»       | 5:38         |
| 4. | «Like a Song…»         | 4:48         |
| 5. | «Drowning Man»         | 4:12         |

| №  | Название                 | Длительность |
| -- | ------------------------ | ------------ |
| 1. | «The Refugee»            | 3:40         |
| 2. | «Two Hearts Beat as One» | 4:00         |
| 3. | «Red Light»              | 3:46         |
| 4. | «Surrender»              | 5:34         |
| 5. | ««40»»                   | 2:36         |

## В записи участвовали
- Боно — вокал, гитара;
- Эдж — гитара, пианино, steel-гитара, вокал;
- Адам Клейтон — бас-гитара;
- Ларри Маллен-мл. — перкуссия, барабаны;
- Jessica Felton, Taryn Hagey, Adriana Kaegi, Cheril Poirier — бэк-вокал;
- Kenny Fradley — труба;
- Steve Wickham — скрипка.

## Позиции в чартах
Альбом:
- 12-е место — чарт Billboard 200 (4 млн проданных копий)
- 1-е место — Великобритания (600 тыс. проданных копий)

Синглы:
| Год  | Чарт            | Сингл                    | Позиция |
| ---- | --------------- | ------------------------ | ------- |
| 1983 | Mainstream Rock | «New Year's Day»         | 2       |
| 1983 | Mainstream Rock | «Sunday Bloody Sunday»   | 7       |
| 1983 | Mainstream Rock | «Two Hearts Beat As One» | 12      |